# Кормянсько
Кормя́нсько (болг. Кормянско) — село в Габровській області Болгарії. Входить до складу общини Севлієво.

## Населення
За даними перепису населення 2011 року у селі проживали 666 осіб.
Національний склад населення села:
| Національність   | Кількість осіб | Відсоток |
| ---------------- | -------------- | -------- |
| болгари          | 473            | 72,7%    |
| турки            | 160            | 24,6%    |
| цигани           | 11             | 1,7%     |
| Всього відповіли | 651            |          |

Розподіл населення за віком у 2011 році:
Динаміка населення: